# Jesús Herrada
Herrada  López est un nom espagnol. Le premier nom de famille, en général paternel, est Herrada ; le second, en général maternel, souvent omis, est López.

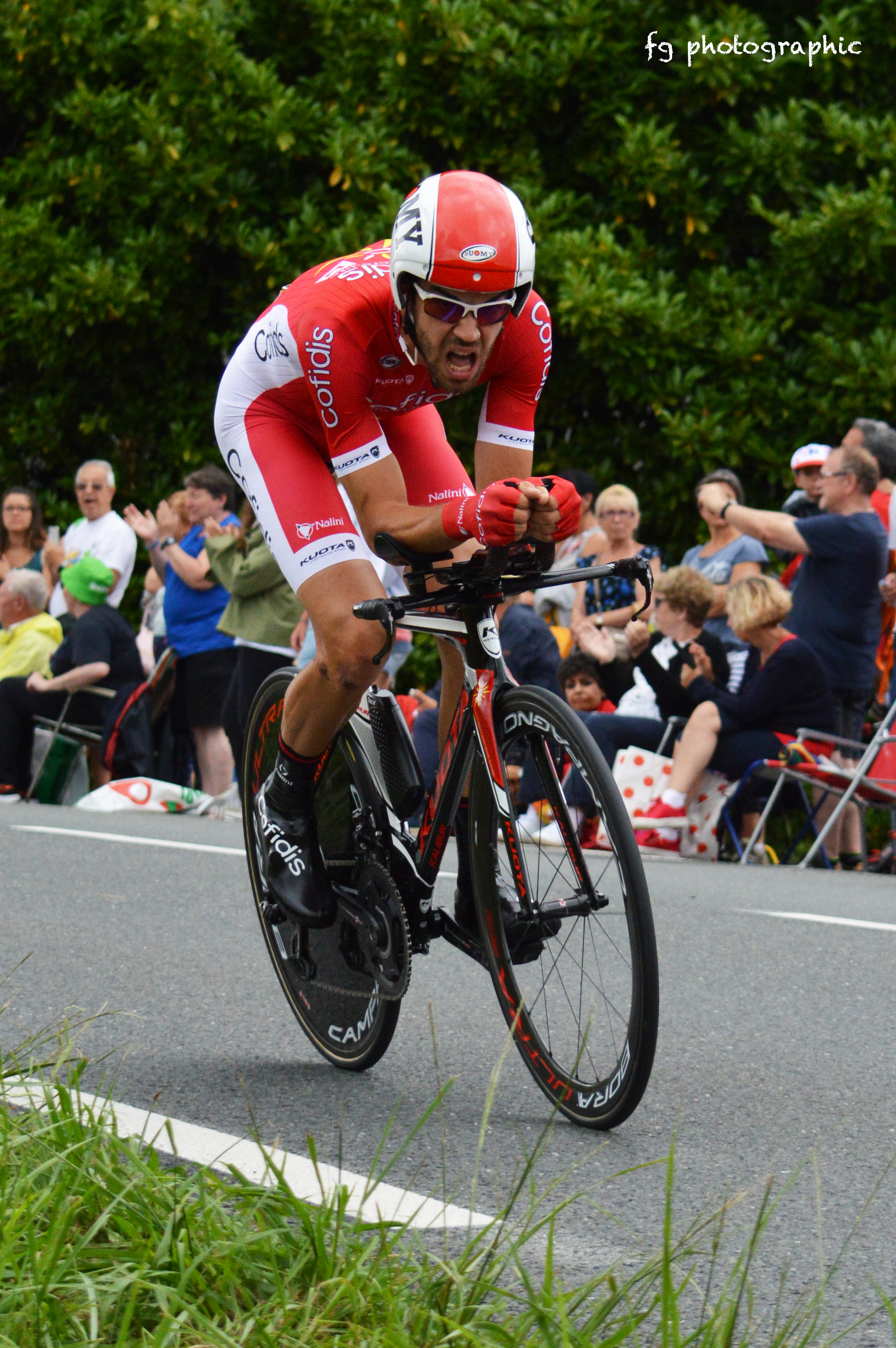
Jesús Herrada lors du contre la montre individuel du Tour de France 2018

Jesús Herrada López, né le 26 juillet 1990 à Mota del Cuervo, est un coureur cycliste espagnol, membre de l'équipe Cofidis. Il est notamment double  champion d'Espagne sur route en 2013 et 2017 et a remporté trois étapes du Tour d'Espagne.

## Biographie
Jesús Herrada a un frère ainé, José (né en 1985), également coureur cycliste.

### Débuts cyclistes et carrière chez les amateurs
Lors de la saison 2010, Jesús Herrada est l'une des révélations de la saison en Espagne au niveau amateur. Il remporte notamment la Subida a Gorla, le championnat d'Espagne du contre-la-montre espoirs ou encore sur une étape du Tour de la communauté de Madrid espoirs. À la fin de la saison, il est sélectionné pour participer au championnat du monde dans la catégorie espoirs (moins de 23 ans) à Melbourne, en Australie. Il prend la huitième place de l'épreuve contre-la-montre et la 40e de la course en ligne.

### Carrière professionnelle

#### 2011-2017: Movistar
Il rejoint pour la saison 2011 l'équipe du ProTour Movistar. Il participe à son premier Tour des Flandres. Fin avril, il participe au classiques ardennaises. Il est notamment échappé sur Liège-Bastogne-Liège. En juin, il termine cinquième du championnat d'Espagne du contre-la-montre, puis quatrième du championnat d'Espagne sur route,, remporté par son coéquipier José Joaquín Rojas. Il est l'un des deux coureurs espagnols sélectionnés pour le championnat du monde du contre-la-montre. Lors du Grand Prix cycliste de Québec, il s'échappe en compagnie de l'Italien Cristiano Salerno et du Français Tony Hurel, il remporte le classement de meilleur grimpeur de la course. Sélectionné en équipe d'Espagne pour les championnats du monde sur route à Copenhague au Danemark, il y participe au contre-la-montre, dont il prend la 39e place.
En 2012, il obtient sa première victoire individuelle chez les professionnels en gagnant la deuxième étape du Tour des Asturies. En juin 2013, Jesús Herrada devient champion d'Espagne sur route. Deux mois plus tard, il gagne la dernière étape du Tour du Poitou-Charentes et termine deuxième du classement général. Aux championnats du monde sur route, à Florence, il prend la dixième place du contre-la-montre par équipes avec ses coéquipiers. À l'issue de la saison 2013, le contrat qui le lie à Movistar est prolongé pour les deux années suivantes.
En début d'année 2014, Herrada est notamment neuvième du Circuit de la Sarthe, puis apporte une aide importante à Alejandro Valverde lors des classiques ardennaises. Au Tour de Romandie, il est deuxième de la deuxième étape et termine neuvième du classement général. En juin, il gagne la première étape de la Route du Sud. Aux championnats d'Espagne, il est quatrième du contre-la-montre et neuvième de la course en ligne. En juillet, il est sélectionné pour disputer son premier grand tour, le Tour de France, la direction de l'équipe Movistar estimant que celui-ci correspond le mieux à ses caractéristiques, et qu'il mérite cette participation de par le « bond en avant » qu'il a fait cette saison. Il y remplit un rôle d'équipier pour Valverde, quatrième du classement général. Herrada termine 61e de ce Tour. En août, il gagne une étape du Tour du Poitou-Charentes, dont il prend la neuvième place finale. Le mois suivant, il dispute les deux classiques canadiennes du World Tour : il est treizième du Grand Prix de Québec et quatorzième du Grand Prix de Montréal. Aux championnats du monde sur route, il est retenu pour la course en ligne, avec à nouveau Valverde pour leader. Celui-ci est médaillé de bronze.
Lors de la saison 2015, il brille surtout en Espagne : vainqueur d'étape et troisième du Tour des Asturies, ainsi que troisième du championnat d'Espagne sur route et du contre-la-montre. Il est également quatrième des Jeux Européens, cinquième du Tour de La Rioja et huitième du Tour de Burgos. En fin de saison, sur le Tour du Limousin, il gagne une étape et porte le maillot de leader pendant deux jours, avant de terminer deuxième du général derrière Sonny Colbrelli.
En début d'année 2016, il se classe deuxième du Tour du Haut-Var. En mai, il termine à la même place sur le Tour de la communauté de Madrid. Le mois suivant, il remporte une étape du Critérium du Dauphiné, sa première course sur le World Tour, où il devance de deux secondes le groupe des favoris. En 2017, il prend la neuvième place du Tour de Romandie, puis devient pour la deuxième fois champion d'Espagne sur route, grâce à la force collective de l'équipe Movistar (quatre coureurs dans le top 5). Le 10 septembre, il termine deuxième du Grand Prix cycliste de Montréal, devancé au sprint par Diego Ulissi. Il s'agit de son premier podium sur une classique World Tour.

#### Depuis 2018: leader chez Cofidis
En 2018, après sept saisons chez Movistar, il rejoint avec son frère José l'équipe continentale professionnelle Cofidis, où il bénéficie d'un statut de coureur protégé sur les courses par étapes. Pour sa première course, il termine quatrième au sprint du Grand Prix La Marseillaise. Il enchaine en terminant cinquième du Tour de la Communauté valencienne et quatrième du Tour d'Oman. En août, il termine quatrième du championnat d'Europe sur route à Glasgow. Profitant d'une échappée, il revêt deux jours le maillot rouge de leader du Tour d'Espagne, où il prend la 21e place finale. 
Mais c'est 2019 qu'il s'impose comme l'un des leaders de l'équipe française. Il ouvre le compteur de Cofidis en signant un succès lors de la manche inaugurale du Challenge de Majorque. Il est ensuite troisième du Tour d'Oman et deuxième du Grand Prix de Plumelec-Morbihan. En juin, il s'adjuge sa première course par étapes, le Tour de Luxembourg, en remportant les deux dernières étapes. Il s'impose également lors du premier Mont Ventoux Dénivelé Challenges. Après un Tour de France lors duquel il se met régulièrement en évidence, il s'offre son plus beau succès en gagnant en solitaire la sixième étape du Tour d'Espagne, à l'issue d'une  échappée. Il s'agit de sa première victoire sur un grand tour. 
Il entame la saison 2020 en terminant quatrième du Grand Prix La Marseillaise et neuvième du Tour de La Provence. Mais la saison est arrêtée en raison de la pandémie de Covid-19. En août, il se classe neuvième du Mont Ventoux Dénivelé Challenges. Il est ensuite deuxième de la sixième étape du Tour de France, à 55 secondes d'Alexey Lutsenko.
Lors de l'année 2021, il est lauréat du Trofeo Serra de Tramuntana, deuxième du championnat d'Espagne sur route, ainsi que de la Route d'Occitanie. Il passe proche de la victoire lors de la quatorzième étape du Tour d'Espagne, terminant deuxième à 44 secondes de Romain Bardet.
En février 2022, il se classe deuxième du contre-la-montre du Gran Camiño. Le 15 avril, il gagne en puncheur la Classic Grand Besançon Doubs, puis se classe deuxième du Tour du Jura le lendemain, battu au sprint par Ben O'Connor. Fin mai, il décroche trois tops 5 sur les manches de la Coupe de France, dont la deuxième place sur les Boucles de l'Aulne. Le mois suivant, il est troisième de la Route d'Occitanie et  vice-champion d'Espagne sur route, à 51 secondes de Carlos Rodríguez. Le 26 août, à l'issue d'une échappée, il remporte lors d'un sprint à cinq la septième étape du Tour d'Espagne. Il s'agit de son deuxième succès d'étape sur la Vuelta après celui de 2019.
En 2023, il gagne tout d'abord la deuxième étape du Tour d'Oman puis le Tour du Doubs. Le 6 septembre, il remporte la onzième étape du Tour d'Espagne au sommet de la Laguna Negra de Vinuesa devant Romain Grégoire et Andreas Kron.

## Palmarès et classements mondiaux

### Palmarès amateur
| - 2007 - Champion d'Espagne du contre-la-montre juniors - Trofeo Junta de Comunidades - Rutas del Vino : - Classement général - 3e étape - 2008 - Champion d'Espagne du contre-la-montre juniors - Gipuzkoa Klasika - Volta a la Safor : - Classement général - 2e étape (contre-la-montre) - 1re étape du Tour d'Istrie - 4e étape de la Vuelta al Besaya | - 2009 - Champion d'Espagne du contre-la-montre espoirs - 2010 - Champion d'Espagne du contre-la-montre espoirs - Subida a Gorla - 3e étape du Tour de la communauté de Madrid espoirs - Mémorial Jesús Loroño - Mémorial Etxaniz - 2e du Tour de la Bidassoa - 3e du Pentekostes Saria - 6e du championnat d'Europe du contre-la-montre espoirs - 8e du championnat du monde du contre-la-montre espoirs |  |

### Palmarès professionnel
| - 2011 - 3e étape du Tour de Burgos (contre-la-montre par équipes) - 3e du championnat d'Espagne sur route, - 2012 - 2ea étape du Tour des Asturies - 2013 - Champion d'Espagne sur route - 5e étape du Tour du Poitou-Charentes - 2e du Tour du Poitou-Charentes - 2014 - 1re étape de la Route du Sud - 5e étape du Tour du Poitou-Charentes - 9e du Tour de Romandie - 2015 - 2e étape du Tour des Asturies - 2e étape du Tour du Limousin - 2e du Tour du Limousin - 3e du championnat d'Espagne sur route - 3e du championnat d'Espagne du contre-la-montre - 3e du Tour des Asturies - 2016 - 2e étape du Critérium du Dauphiné - 2e du Tour du Haut-Var - 2e du Tour de la communauté de Madrid - 2017 - Champion d'Espagne sur route - 2e du Grand Prix cycliste de Montréal - 3e du championnat d'Espagne du contre-la-montre - 9e du Tour de Romandie - 2018 - 4e du championnat d'Europe sur route | - 2019 - Trofeo Ses Salines - Tour de Luxembourg : - Classement général - 4e et 5e étapes - Mont Ventoux Dénivelé Challenges - 6e étape du Tour d'Espagne - 2e du Grand Prix de Plumelec-Morbihan - 3e du Tour d'Oman - 3e du championnat d'Espagne sur route - 2021 - Trofeo Serra de Tramuntana - 2e de la Route d'Occitanie - 2e du championnat d'Espagne sur route - 2022 - Classic Grand Besançon Doubs - 7e étape du Tour d'Espagne - 2e du Tour du Jura - 2e des Boucles de l'Aulne - 2e du championnat d'Espagne sur route - 3e de la Route d'Occitanie - 2023 - 2e étape du Tour d'Oman - Tour du Doubs - 11e étape du Tour d'Espagne - 2e du Gran Camiño - 2024 - 3e du championnat d'Espagne sur route - 2025 - 2e du Tour de Castille-et-León |  |

### Résultats sur les grands tours

#### Tour de France
8 participations
- 2014 : 61e
- 2016 : abandon (15e étape)
- 2017 : 97e
- 2018 : 47e
- 2019 : 20e
- 2020 : 44e
- 2021 : 87e
- 2024 : non-partant (13e étape)

#### Tour d'Italie
1 participation
- 2015 : 74e

#### Tour d'Espagne
6 participations
- 2018 : 21e,  maillot rouge pendant 2 jours
- 2019 : abandon (17e étape), vainqueur de la 6e étape
- 2021 : 38e
- 2022 : 56e, vainqueur de la 7e étape
- 2023 : 83e, vainqueur de la 11e étape
- 2024 : 85e

### Classements mondiaux
| Année                                 | 2010 | 2011 | 2012 | 2013 | 2014 | 2015 | 2016 | 2017 | 2018 | 2019 | 2020 | 2021 | 2022 | 2023 |
| ------------------------------------- | ---- | ---- | ---- | ---- | ---- | ---- | ---- | ---- | ---- | ---- | ---- | ---- | ---- | ---- |
| UCI World Tour                        |      | nc   | nc   | nc   | 126e | 212e | 171e | 62e  | nc   |      |      |      |      |      |
| Classement mondial                    |      |      |      |      |      |      | 167e | 74e  | 119e | 56e  | 119e | 98e  | 65e  | 98e  |
| UCI Europe Tour                       | 950e |      |      |      |      |      | 119e | 378e | 112e | 44e  | 98e  | 82e  | 53e  | 80e  |
| UCI Asia Tour                         | nc   |      |      |      |      |      | nc   | nc   | 72e  |      |      |      |      |      |
| UCI Oceania Tour                      | 81e  |      |      |      |      |      | nc   | nc   | nc   |      |      |      |      |      |
|                                       |      |      |      |      |      |      |      |      |      |      |      |      |      |      |
| Légende : nc = non classéSource : UCI |      |      |      |      |      |      |      |      |      |      |      |      |      |      |